# Si j'étais elle (téléfilm)
Pour les articles homonymes, voir Si j’étais elle.
Pour plus de détails, voir Fiche technique et Distribution.
Si j’étais elle est un téléfilm franco-belge réalisé par Stéphane Clavier, sorti en 2004.

## Synopsis
Alex, un homme macho séparé de sa femme, se retrouve brusquement transformé en une femme blonde. Pour cacher son identité, elle se fait appeler Alice et essaye avec son corps féminin de reconquérir sa femme.

## Distribution
- Hélène de Fougerolles : Alice
- Thierry Lhermitte : Didier
- Hippolyte Girardot : Alex
- Alexia Portal : Léa
- Éric Caravaca : Nicolas
- Cathy Boquet : L'esthéticienne
- Mathilde Nardone : Sophie
- Eva Nardone : Zoé
- Julie Mbali : Sandrine
- Laëtitia de Ridder : Jennifer
- Yves Claessens : Le patron
- Laurence Katina : La journaliste de mode
- Jacky Druault : Le réparateur
- Catherine Demaiffe : La secrétaire
- Jacky Druaux :l’électricien